# 老洞
《老洞》（英語：The Old Miao Myth）是香港TVB電視廣播有限公司制作的上海民國背景恐怖懸疑電視劇，1983年首播，由劉德華、莊靜而、呂良偉、董瑋主演。以一個神像為基礎，慢慢演變出廣大的劇情，劇情曲折離奇，當時造成很大的轟動，本劇監製為招振強，而本劇亦曾分別在1985及1998年重播，也在2018年12月3日於經典台重播。

## 故事大綱
三十年前，一苗人託謝罡（劉兆銘 飾）代其保管神像「老洞」，謂它能令罡致富。罡隨即發跡，成為雄霸黑白兩道的上海大亨，但卻身中蠱毒。罡之好友夏長清（何璧堅 飾）見利忘義，竟將「老洞」之秘密告知日本人。罡次子謝尚瑋（董瑋 飾）略帶神經質，他愛上日本女間諜葉清華（傅玉蘭 飾），雖知清華為偷取「老洞」而接近自己，仍不揭穿她。罡的三子謝尚楚（劉德華 飾）自信穩重，雖深得父親信任，卻不欲接管家族生意。尚楚與展邦（呂良偉 飾）情同兄弟，卻同時愛上尚楚的同學甄素心（莊靜而 飾），友情與愛情之間，三人一時間亦難以抉擇至陷入糾纏不清三角關係。此時，清華突然離奇死亡，而尚瑋與「老洞」亦同時失蹤，謝家家勢從此衰落，怪事連連，禍劫接踵而來，究竟這一切是人為在幕後操控，還是真的受不可知的神力所影響？

## 演員表

### 謝家
| 演員   | 角色   | 關係/暱稱/經歷 |
| 劉兆銘 | 謝 罡  | 上海法租界幫會老大 發現華欲偷取老洞，糾纏時撞向桌上利器重傷，再被護士於氧氣喉中做手腳，於第6集去世                                                                      |
| 黎少芳 | --     | 謝老太 |
| 關 聰  | 謝尚荊 | 謝家大少爺 垂涎華的美色，收為情婦 經過一連串事故後，於第9集離開上海 |
| 許逸華 | 美雲   | 謝家大少奶 於第9集陪丈夫離開上海 |
| 董 瑋  | 謝尚瑋 | 謝家二少爺 貓頭鷹(意即喜於晚間活動) 神經質 不喜歡老洞 愛上華並與之訂婚，受華操控並幫她偷取老洞                                                                          |
| 劉德華 | 謝尚楚 | 謝家三少爺 大學生 心之舊同學，重逢後力追心，成為鬥氣情侶，時有爭執 罡最疼愛及信任的兒子，婉拒承繼家族生意 畢業後經營百貨公司，隨後接手家族黑幫生意 罡去世後老洞的保管人 |
| 霍潔貞 | 謝盈盈 | 謝家四小姐 於第9集出場 對邦一見鍾情 |
| ??     | 俊 仔  | 謝家長孫，於第1集去世(老洞作怪) |

### 甄家
| 演員   | 角色   | 關係/經歷 |
| 關 鍵  | 甄湛強 | 心養父 華之舅父 實際身份為日軍軍官吉田秀男 曾向謝家經營的銀行借貸 |
| 上官玉 | 甄太太 | 心養母 |
| 莊靜而 | 甄素心 | 三歲起被強收養，至強去世時，心養母才透露收養之事 楚之舊同學，後成為鬥氣情侶，時有爭執 同時對邦有意，逐漸形成三角關係 |
| 傅玉蘭 | 葉清華 | 心之表姐 原名德川操子 父為間諜 8歲開始接受間諜訓練 11歲當上間諜 外號千面女郎 與心一家生活了4年 荊的法文老師 為偷取老洞，接近謝家的少爺們﹕與瑋訂婚並操控他；以美色引誘荊，做他的情婦 任務失敗，於第9集被神秘人以箭射殺身亡 |
| 羅偉平 | 江大偉 | 心之未婚夫，於第2集去世(老洞作怪) |

### 夏家
| 演員   | 角色        | 關係/經歷 |
| 何璧堅 | 夏長清      | 與罡為40多年的好友 於謝家屬下之醫院當院長 於第3集被罡揭發出賣事件而被逼吞槍自殺謝罪                               |
| 呂良偉 | 展 邦       | 清的乾兒子 生苗族土師(族長)之子 被送到上海學醫及尋找老洞 初為醫生，為取得老洞混入謝家，初期管理戲院；後在賭場幫手 |
| 鄭大衛 | 展 邦(兒時) | 生苗族土師(族長)之子                                                                                              |

### 日軍間諜組織
| 演員   | 角色     | 關係/經歷                                                                            |
| 關 鍵  | 吉田秀男 | 泰之上司，官階比泰高三級 (詳見殷家)                                                  |
| 藍 天  | 何德泰   | 原名伊藤雄三 日軍中將 以黑幫頭目身份掩飾 主責研發生化武器 任務失敗，於第10集剖腹自盡 |
| 傳玉蘭 | 葉清華   | 見殷家                                                                               |
| 駱應鈞 | 博 士    | 幫日本人進行人體實驗和研究                                                           |
| 陳嘉賢 | 跑龍套   | 表面為護士，實際為日本間諜組織辦事 任務是對罡的氧氣喉做手腳，引致罡缺氧死亡          |
| 王靜儀 | 跑龍套   | 表面為護士，實際為日本間諜組織辦事 任務是對瑋打毒針，失手被組織槍殺身亡              |

### 其他演員
| 演員     | 角色        | 關係/經歷                                         |
| 馬慶生   |             |                                                   |
| 駿 雄    | 阿 興       | 謝家幫會之金牌打手                                |
| 吳華山   |             |                                                   |
| 周星馳   | 阿 康       | 謝家手下                                          |
| 李建川   |             |                                                   |
| 駱 恭    |             |                                                   |
| 梅 蘭    | 阿 蘭       | 謝家管家                                          |
| 陸文俊   |             |                                                   |
| 劉美雯   |             |                                                   |
| 黃素媚   |             |                                                   |
| 勞香寧   |             |                                                   |
| 白 蘭    |             |                                                   |
| 孫鏡鴻   |             |                                                   |
| 歐陽耀泉 | 黃興葵      | 盈盈男友, 後被展邦槍殺                            |
| 黃英華   |             |                                                   |
| 梁少狄   | 阿 和       | 謝家幫會之金牌打手                                |
| 吳家麗   | --          | 圖書館職員, 心同事                                |
| 劉偉海   |             |                                                   |
| 李國平   |             |                                                   |
| 曾偉明   | --          | 荊苗族鬼師，擅長放蠱 常以放蠱要脅生苗族以掠奪糧食 |
| 盧國偉   |             |                                                   |
| 胡美儀   | --          | 金牌打手阿和之妻                                  |
| 李揚道   | --          | 尚荊手下                                          |
| 謝子揚   |             |                                                   |
| 吳博君   |             |                                                   |
| 馬宗德   |             |                                                   |
| 黃思恩   |             |                                                   |
| 陳榮輝   |             |                                                   |
| 黃宗賜   |             |                                                   |
| 鄧汝超   | 跑龍套      | 人體實驗品/陳醫生                                 |
| 石小麟   |             |                                                   |
| 張志強   |             |                                                   |
| 朱鐵和   | 阿 森/森 哥 | 謝家資深手下                                      |
| 陳志強   |             |                                                   |
| 戴志偉   | 趙祟志      | 楚與心之舊同學，曾當班長，慈善話劇之導演          |
| 池佩芬   |             |                                                   |
| 劉妙玲   |             |                                                   |
| 秦國廉   |             |                                                   |
| 黎壁光   |             |                                                   |
| 何廣倫   |             | 謝家手下                                          |
| 麥子雲   |             |                                                   |
| 馮 國    |             |                                                   |
| 司馬燕   | 跑龍套      | 護士                                              |
| 李樹芬   |             |                                                   |
| 張慶煌   |             |                                                   |
| 基保羅   |             | 法國領事                                          |
| 高 雄    |             |                                                   |
| 洪棟樑   |             |                                                   |
| 劉國誠   |             |                                                   |
| 羅振彪   |             |                                                   |
| 鄭藩生   |             | 香港監倉囚犯                                      |
| 黎秀芳   |             |                                                   |
| 吳鎮宇   | 跑龍套      | 排練話劇的同學/法國領事秘書吳先生                 |
| 李子雄   | 跑龍套      | 排練話劇的同學                                    |
| 羅清浩   | 算盤黨之一  |                                                   |
| 陳勉良   | 算盤黨之一  |                                                   |

## 電視節目的變遷
| 上一套： 射鵰英雄傳之東邪西毒 -5月27日 | 翡翠台第三綫劇集(1983) 老洞 5月30日-6月24日 | 翡翠台第三綫劇集(1983) 老洞 5月30日-6月24日 | 下一套： 射鵰英雄傳之華山論劍 6月27日- |

| 香港無綫電視翡翠台 星期一至五 20:30-21:30 時段 | 香港無綫電視翡翠台 星期一至五 20:30-21:30 時段 | 香港無綫電視翡翠台 星期一至五 20:30-21:30 時段 |
| ---------------------------------------------- | ---------------------------------------------- | ---------------------------------------------- |
|                                                | 老洞 (1983.05.30 - 1983.06.24)                 |                                                |
| 射鵰英雄傳之東邪西毒 (1983.05.02 - 1983.05.27) | 射鵰英雄傳之華山論劍 (1983.06.27 - 1983.07.22) |                                                |